# ۷۹۳ (خورشیدی)
۷۹۳ هفتصد و نود و سومین سال هجری خورشیدی است.

## زادگان
- جامی،شاعر و موسیقی دان